# アリッサ・ニコール・パレット
アリッサ・ニコール・パレット（Alyssa Nicole Pallett、1985年10月8日 - ）は、カナダのモデル、女優。

## 出演作品

### 映画
- アメリカン・パイ in ハレンチ・マラソン大会